# Jean-Louis de Savoie
Jean-Louis de Savoie, né le 16 février 1447 à Genève et mort le 7 juillet 1482 à Turin, est un prélat savoyard du XVe siècle, qui, sans jamais avoir été ordonné est successivement administrateur de l'archevêché de Tarentaise puis de l'évêché de Genève, prieur ou abbé commendataire de nombreux établissements religieux de première importance.

## Biographie
Jean-Louis de Savoie naît le 16 février 1447 à Genève, septième fils du duc de Savoie Louis Ier et d'Anne de Lusignan.
Ne pouvant prétendre à la succession de son père, la pratique de la commende permet à ce fils du duc de Savoie bénéficier de bénéfices ecclésiastiques. Ainsi en 1451, lorsque l'évêque de Maurienne décède, le Chapitre propose le jeune Jean-Louis pour succéder à Louis de La Palud, alors le pape Nicolas V lui préfère un prélat augustin implanté dans le sud de la France,. Finalement, c'est le cardinal Jean de Segóvie qui sera désigné,. Le pape consent néanmoins à accorder à Jean-Louis de Savoie, des bénéfices, que son grand-père l'antipape Félix V (l'ex duc de Savoie Amédée VIII) a obtenu lorsqu'il renonce à la tiare en faveur du pape Nicolas V, et le nomme commendataire des prieurés clunisiens de Nantua, de Payerne, et de Romainmôtier.
En 1456 (parfois on mentionne la date de 1458), il devient administrateur de l'archevêché de Tarentaise. Le 6 janvier 1460, à l'âge de 13 ans, il est transféré dans l'évêché de Genève. N'ayant jamais été ordonné, il ne peut prétendre au titre d'évêque.
Lorsqu'il est à Genève, on lui donne pour administrateur-général, Philippe de Compois, et ensuite Antoine de Malvenda. Guidé par leurs conseils, il soutient les droits de son église. Jean-Louis se concerte avec Charles, duc de Bourgogne, et le comte de Romont, pour faire enlever Philibert, son neveu, duc de Savoie, avec Yolande, sa mère, afin de rendre Charles maître du pays. Ce projet échoue car Philibert parvient à s'évader et le prélat se hâte alors de faire la paix avec Louis XI, frère de Yolande, en lui remettant les châteaux de Chambéry et de Montmélian[réf. nécessaire].
En 1468, il est premier abbé commendataire de l'abbaye d'Aulps, ainsi que prieur commendataire de Contamine-sur-Arve. Jean de Montchenu devient son vicaire général pour Genève, de 1468 à 1477. En 1472, il est le premier abbé commendataire de Saint-Claude.
Sa politique favorable aux intérêts de la maison de Savoie et des bourguignons provoque l'ire des Confédérés Suisses. Ceux-ci menacent la ville en 1475, et Genève doit payer une importante rançon de 26 000 florins rhénans pour sa « protection ». Après la défaite bourguignonne de Nancy en janvier 1477, qui voit la mort de Charles le Téméraire, la ville est de nouveau menacée, cette fois par l'expédition de la Folle Vie : plusieurs milliers de mercenaires démobilisés se mettent alors en marche spontanément, dans le but d'obtenir le paiement de la rançon genevoise. La ville échappe de peu au saccage. Cet évènement convainc néanmoins Jean-Louis de Savoie de conclure un traité de Combourgeoisie avec Berne et Fribourg dès la fin de l'année.
Il est investi par la régente du duché de Savoie, Yolande de France, sa belle-sœur, « Gouverneur et lieutenant-général de ses Pays deçà les Monts » (Piémont) le 12 mai 1482,.
Il meurt peu de temps après, le 7 juillet 1482 à Turin. Son corps est inhumé dans le « prieuré » de Ripaille.

## Bibliothèque
La bibliothèque de Jean-Louis de Savoie comporte de nombreux manuscrits, dont plusieurs étaient enluminés, qu'il a fait réaliser ou qu'il a hérité de son père. Certains de ces manuscrits portent sa signature, dans laquelle il orthographie son nom « Jehan Loys de Savoye ».
- Anonyme, « La Fleur des histoires » (manuscrit), Paris, Bibliothèque nationale de France, Département des manuscrits, coll. « Manuscrits français » (no Français 299), 2015, 848 p. (lire en ligne). .

## Armoiries
Les armoiries de Jean-Louis de Savoie figurent sur de nombreux manuscrits dont il a été le premier propriétaire. Elle consistent en un écu de Savoie surmonté d'un chapeau ecclésiastique d'évêque ou d'archevêque.